# امی رسوم
امانوئل گری «امی» رسوم (به انگلیسی: Emmanuelle Grey "Emmy" Rossum) (زاده ۱۲ سپتامبر ۱۹۸۶) هنرپیشه و خواننده-ترانه‌پرداز آمریکایی است. رسوم بیشتر برای بازی در نقش فیونا گلکر  در مجموعه تلویزیونی درام کمدی بی‌شرم از شبکه شوتایم شناخته می‌شود. رسوم به مدت ۹ سال در این سریال ایفای نقش کرد و بعد از ۹ فصل از آن جدا شد.
رسوم فعالیت خود را از سال ۲۰۰۰ و با بازی در فیلم سانگ کچر آغاز کرد. سال ۲۰۰۱، وی در فیلم راپسودی آمریکایی بازی کرد. حضور در فیلم تحسین شده رودخانه میستیک، نام رسوم را بیشتر از قبل بر روی زبان انداخت و باعث شد تا در هالیوود شناخته شود. سال ۲۰۰۴، سال خوبی برای رسوم بود. ابتدا در فیلم علمی–تخیلی روزی پس از فردا ظاهر شد. این فیلم با فروش بیش از ۵۰۰ میلیون دلار، ششمین فیلم سال ۲۰۰۴ شناخته شد. روزی پس از فردا همچنین پرفروش‌ترین فیلم کارنامه رسوم است. بازی رسوم در نقش کریستین دائه در فیلم موزیکال شبح اپرا با تحسین منتقدان همراه شد.
بعد از فیلم شبح اپرا، رسوم برای مدتی از سینما دور بود و سپس با بازی در فیلم پوزئیدون و دراگون‌بال اوولوشن به پرده نقره ای بازگشت. موجودات زیبا، قبل از اینکه ناپدید شوم و فیلم دنباله‌دار از جمله آثاری هستند که رسوم در بین سال‌های ۲۰۰۹ تا ۲۰۱۴ در آن‌ها ایفای نقش کرد.
به عنوان خواننده، رسوم اولین آلبوم خود با عنوان درون بیرون را در سال ۲۰۰۷ منتشر کرد. رسوم در همین سال و به مناسبت ایام کریسمس یک آلبوم چندآهنگه نیز منتشر کرد. در سال ۲۰۱۳، رسوم آلبوم دوم خود با نام سفر عاطفی را منتشر کرد که به نسبت آلبوم اولش با نظرهای مثبت بیشتری همراه بود.
رسوم در سال ۲۰۱۵، با فیلم‌نامه‌نویس و کارگردان مصری-آمریکایی، سم اسماعیل نامزد کرد. این دو در ماه مه ۲۰۱۷ با یکدیگر ازدواج کردند.

## اوایل زندگی
رسوم، تنها فرزند شریل در شهر نیویورک، ایالت نیویورک زاده شد. فرزند یک عکاس شرکتی و یک بانکدار. خانواده او یهودی هستند. او از نزدیکان ورا ونگ است، کسی که به واسطه ازدواج مادرش، با او مرتبط است. والدین او هنگامی که مادرش حامله بود از یکدیگر جدا شدند. او توسط مادرش پرورش یافت و پدرش را فقط دو بار دید. ترانه او به نام «بیش از این» از آلبومش به نام «درون بیرون» بر اساس همین تجربه است.

## گزیده فیلم‌شناسی
فهرست برخی از فیلم‌هایی که امی رسوم در آنها به ایفای نقش پرداخته‌است:
- راپسودی آمریکایی
- نابغه
- رودخانه میستیک
- نولا
- پس‌فردا
- شبح اپرا
- پوزئیدون
- دراگون‌بال اوولوشن
- قبل از اینکه ناپدید شوم
- دنباله‌دار
- رفتار بی‌‌فایده و احمقانه
- بی‌شرم (مجموعه تلویزیونی)